# Juana Muller
Juana Muller Goldman (Santiago del Cile, 12 febbraio 1911 – Parigi, 4 marzo 1952) è stata una scultrice cilena con cittadinanza francese. È stata autrice di sculture brâncuşiane, cioè in evoluzione verso la forma primordiale.

## Biografia
Nel 1937 Juana Muller si trasferì a Parigi e lavorò nell'atelier di Ossip Zadkine. All'Académie de la Grande Chaumière è stata una allieva di Constantin Brâncuși. Le sue sculture evolvevano verso il non-figurativo. A partire dal 1944, Juana Muller formò un sodalizio artistico con gli scultori Étienne Martin e François Stahly e con i pittori Alfred Manessier, Jean Bazaine, Jean Bertholle e Jean Le Moal. Al gruppo si unirono, in un secondo tempo, Eudaldo, Étienne Hajdu e Simone Boisecq. Juana Muller e Jean Le Moal, che si erano conosciuti quando frequentavano l'Académie Ranson, si ritrovarono a novembre 1943 e si sposarono il 6 maggio 1944.

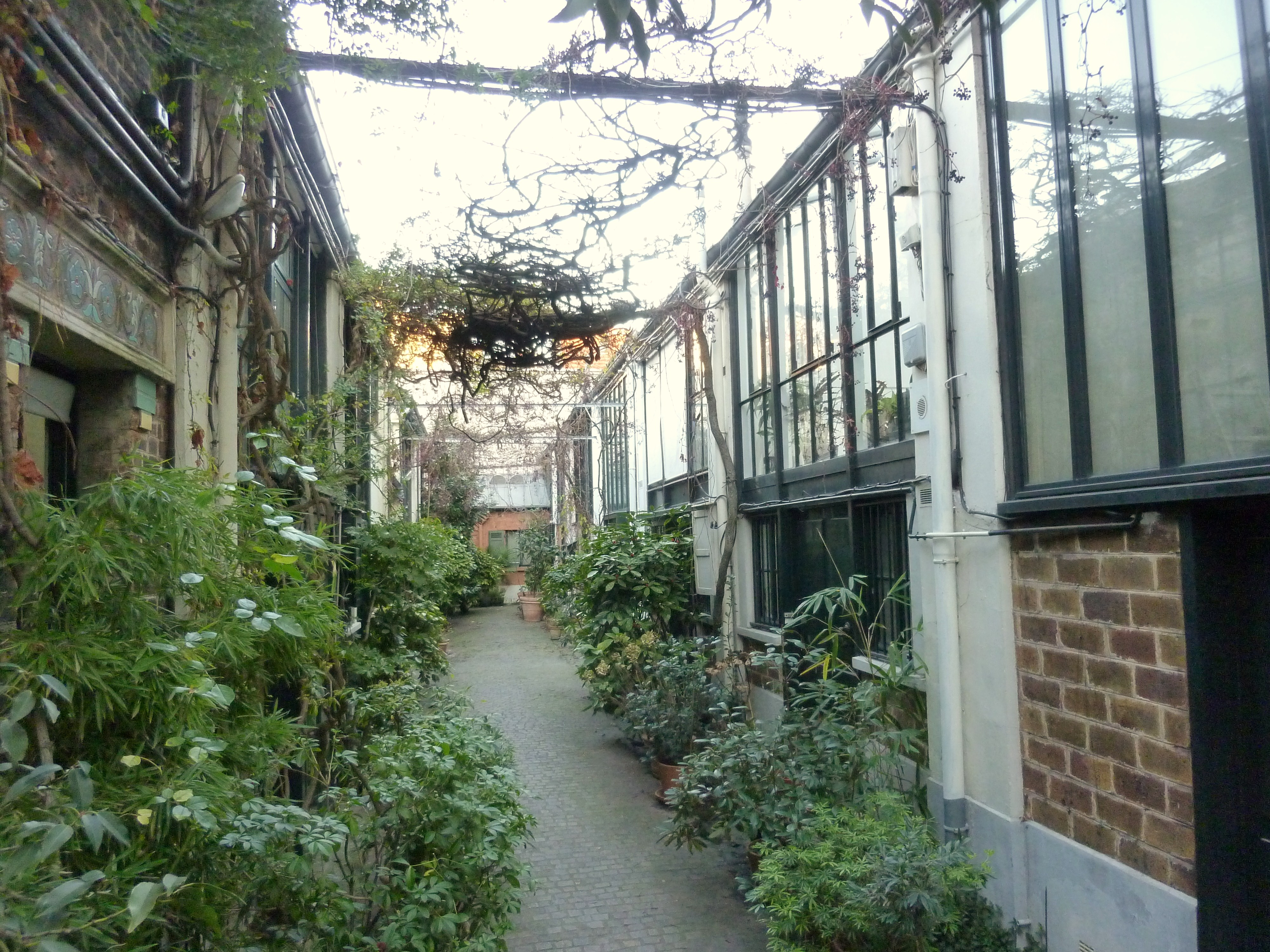
Juana Muller, il suo atelier in rue Jean Ferrandi, Paris (poi modificato)

Espose nel 1947, assieme a Bertholle, ad Étienne Martin, a Véra Pagava e a Stahly, alla galleria Jeanne Bucher e nel 1950 alla galleria Mai di Marcel Michaud, assieme ad Étienne Martin e a Stahly. Partecipò, dal 1946 al 1952, al Salon de Mai e dal 1949 al 1952 al Salon de la Jeune Sculpture.
È morta nel 1952, mentre lavorava con Stephen Martin e Stahly al progetto di decorazione della chiesa di Baccarat.